# Liparetrus impressicollis
Liparetrus impressicollis är en skalbaggsart som beskrevs av Macleay 1886. Liparetrus impressicollis ingår i släktet Liparetrus och familjen Melolonthidae. Inga underarter finns listade i Catalogue of Life.